# Христо Хинков
Христо Русков Хинков е български лекар – психиатър. Избран от XLIX Народно събрание за министър на здравеопазването в редовното правителство на Николай Денков.

## Биография
Роден е на 25 март 1953 г. в град София, Народна република България. Завършва медицина през 1980 г. Постъпва на работа като участъков лекар в Ботевград, след което работи в психиатричната болница Нови Искър, където придобива специалност психиатрия. През 1988 г. печели конкурс като научен сътрудник в първа психиатрична клиника на Медицинска академия, но след една година напуска и работи в продължение на 10 години като консултант психиатър в УМБАЛСМ „Пирогов“.
През 1997 – 1999 г. е назначен като началник отдел проекти в Министерството на здравеопазването, а от 1999 – 2001 г. заема поста на заместник-директор на Националната здравноосигурителна каса (НЗОК), като отговаря за обучението и човешките ресурси в институцията.
От 2001 г. започва работа в Националния център по обществено здраве и анализи, където защитава докторска дисертация. През 2014 г. е назначен за директор на Центъра, който управлява до 2022 г.